# Amisk Lake 184
Amisk Lake 184 är ett reservat i Kanada.   Det ligger i provinsen Saskatchewan, i den centrala delen av landet, 2 100 km väster om huvudstaden Ottawa.
I omgivningarna runt Amisk Lake 184 växer i huvudsak barrskog. Trakten runt Amisk Lake 184 är nära nog obefolkad, med mindre än två invånare per kvadratkilometer.